# Giulia Viola
Giulia Alessandra Viola (Montebelluna, 24 aprile 1991) è una mezzofondista italiana.
In carriera, tra indoor ed outdoor, ha vinto 7 titoli italiani assoluti e 9 nazionali giovanili.
È stata quattro volte finalista ai Campionati Europei, classificandosi: sesta sui 1500 metri agli Europei indoor di Göteborg 2013, ottava sui 5000 metri agli Europei di Zurigo 2014, settima sui 3000 metri agli Europei indoor di Praga 2015 e di nuovo settima agli Europei indoor di Belgrado 2017.

## Biografia

### Gli inizi ed il primo campionato nazionale giovanile
Nel 2008, al suo secondo anno da allieva, esordisce in un campionato italiano piazzandosi decima sugli 800 m agli italiani allieve di Rieti.

### 2009-2010: primo titolo e prime medaglie agli italiani giovanili, doppio oro alla Coppa del Mediterraneo juniores
Prime medaglie a livello nazionale giovanile con primo titolo italiano ed anche prima medaglia agli assoluti nella stagione 2009: oro sui 1500 m juniores indoor (quarto posto sugli 800 m), doppio argento 800–1500 m ai campionati italiani juniores; agli assoluti sui 1500 m arriva decima agli indoor e vince la medaglia di bronzo all'aperto.
Partecipa agli Europei juniores di Novi Sad in Serbia terminando ottava nei 3000 m.
Nella stagione indoor 2010 pur iscritta sia negli 800 che sui 1500 m ai campionati juniores indoor, non ha però gareggiato in entrambe ed agli assoluti è stata assente. All'aperto invece doppio titolo juniores 800–1500 m e quinta posizione agli assoluti sui 1500 m.
Ai Mondiali juniores di Moncton in Canada esce in batteria sui 1500 m; poi nella Coppa del Mediterraneo juniores a svoltasi in Tunisia a Tunisi vince due titoli: 800 e staffetta 4x400 m.

### 2011-2012: europei under 23
Nella stagione nazionale indoor 2011 era iscritta sugli 800 m sia ai nazionali juniores che agli assoluti, ma non ha gareggiato in entrambe. Di contro sui 1500 m ha vinto il titolo promesse ed agli assoluti è stata bronzo.
Argento sugli 800 m e oro nei 1500 m agli italiani promesse, medaglia d'argento agli assoluti sui 1500 m.
Agli Europei under 23 di Ostrava in Repubblica Ceca non supera la batteria dei 1500 m.
Tre medaglie su quattro finali nazionali corse nella stagione indoor del 2012: oro nei 1500 m e bronzo sui 3000 m agli italiani promesse, bronzo nei 1500 m ed ottavo posto nei 3000 m agli assoluti.
È stata assente agli italiani promesse ed è giunta in quarta posizione agli assoluti sui 1500 m.
A livello internazionale prende parte agli Europei under 23 di corsa campestre in Ungheria a Budapest concludendo trentatreesima nell'individuale e sesta nella classifica a squadre.

### 2013: primi titoli italiani assoluti ed esordio nella Nazionale assoluta
Sette medaglie (di cui 5 d'oro) in otto finali nazionali nel 2013: doppio titolo 800–1500 m agli italiani promesse indoor, argento sui 1500 m e quarto posto sui 3000 m agli assoluti indoor; argento negli 800 m ed oro sui 1500 m agli italiani promesse all'aperto, doppio titolo 1500–5000 m agli assoluti.
In ambito internazionale ha partecipato a quattro competizioni: esordio con la Nazionale assoluta agli Europei indoor di Göteborg in Svezia (sesta nei 1500 m), Giochi del Mediterraneo in Turchia a Mersin (sesta sui 5000 m), Europei under 23 a Tampere in Finlandia (quinta nei 1500 m) ed Europei under 23 di corsa campestre in Serbia a Belgrado (quarantatreesima nell'individuale e ottava nella classifica a squadre).

### 2014-2017: altri titoli italiani assoluti, europei ed europei indoor
Due titoli assoluti anche nel 2014 con oro sia sui 3000 m indoor che nei 5000 m outdoor.
Due gare con la Nazionale assoluta, entrambe sui 5000 m: secondo posto all'Europeo per nazioni di Braunschweig in Germania e poi ottava posizione agli Europei di Zurigo in Svizzera.
Un'altra doppietta di titoli assoluti pure nel 2015 con oro su 1500 e 3000 m.
Agli Europei indoor di Praga in Repubblica Ceca è stata settima nei 3000 m.
Nel 2017 riconquista l'oro ai Campionati italiani indoor sui 3000m e agli Europei indoor di Belgrado in Serbia è nuovamente settima. 

## Progressione

### 800 metri piani
| Stagione | Tempo   | Luogo          | Data      | Rank. Mond. |
| -------- | ------- | -------------- | --------- | ----------- |
| 2013     | 2'09"78 | Rieti          | 15-6-2013 |             |
| 2011     | 2'08"66 | Trento         | 26-7-2011 |             |
| 2010     | 2'07"19 | Faenza         | 15-9-2010 |             |
| 2009     | 2'10"02 | Trento         | 29-8-2009 |             |
| 2008     | 2'17"85 | Rossano Veneto | 7-9-2008  |             |

### 1500 metri piani
| Stagione | Tempo   | Luogo          | Data      | Rank. Mond. |
| -------- | ------- | -------------- | --------- | ----------- |
| 2014     | 4'07"67 | Rovereto       | 2-9-2014  |             |
| 2013     | 4'10"00 | Mersin         | 26-6-2013 |             |
| 2012     | 4'18"92 | Ponzano Veneto | 29-6-2012 |             |
| 2011     | 4'17"14 | Torino         | 25-6-2011 |             |
| 2010     | 4'17"81 | Grosseto       | 30-6-2010 |             |
| 2009     | 4'19"20 | Milano         | 1-8-2009  |             |
| 2008     | 5'03"66 | Cortina        | 23-8-2008 |             |

### 1500 metri piani indoor
| Stagione | Tempo   | Luogo    | Data      | Rank. Mond. |
| -------- | ------- | -------- | --------- | ----------- |
| 2015     | 4'13"20 | Padova   | 21-2-2015 |             |
| 2013     | 4'13"80 | Göteborg | 1-3-2013  |             |
| 2012     | 4'20"75 | Ancona   | 25-2-2012 |             |
| 2011     | 4'26"04 | Ancona   | 12-2-2011 |             |
| 2009     | 4'31"62 | Torino   | 21-2-2009 |             |

### 3000 metri piani
| Stagione | Tempo   | Luogo           | Data      | Rank. Mond. |
| -------- | ------- | --------------- | --------- | ----------- |
| 2014     | 9'01"33 | Padova          | 6-7-2014  |             |
| 2013     | 9'09"11 | Gavardo         | 19-5-2013 |             |
| 2011     | 9'28"23 | Trento          | 2-8-2011  |             |
| 2010     | 9'22"14 | Trento          | 10-8-2010 |             |
| 2009     | 9'30"12 | Mogliano Veneto | 17-6-2009 |             |

### 3000 metri piani indoor
| Stagione | Tempo   | Luogo    | Data      | Rank. Mond. |
| -------- | ------- | -------- | --------- | ----------- |
| 2017     | 8'56"19 | Belgrado | 5-3-2017  |             |
| 2015     | 8'56"23 | Padova   | 22-2-2015 |             |
| 2014     | 9'12"70 | Ancona   | 23-2-2014 |             |
| 2013     | 9'12"51 | Ancona   | 17-2-2013 |             |
| 2012     | 9'33"24 | Ancona   | 26-2-2012 |             |

### 5000 metri piani
| Stagione | Tempo    | Luogo     | Data      | Rank. Mond. |
| -------- | -------- | --------- | --------- | ----------- |
| 2017     | 15'28"22 | Palo Alto | 5-5-2017  |             |
| 2015     | 15'38"47 | Palo Alto | 2-5-2015  |             |
| 2014     | 15'38"76 | Zurigo    | 16-8-2014 |             |
| 2013     | 16'05"39 | Milano    | 27-7-2013 |             |
| 2011     | 16'55"78 | Brescia   | 8-9-2011  |             |

## Palmarès
| Anno | Manifestazione                      | Sede     | Evento       | Risultato | Prestazione | Note                          |
| ---- | ----------------------------------- | -------- | ------------ | --------- | ----------- | ----------------------------- |
| 2009 | Europei juniores                    | Novi Sad | 3000 m piani | 8ª        | 9’39”38     | [ 1 ]                         |
| 2010 | Mondiali juniores                   | Moncton  | 1500 m piani | Batteria  | 4'19”37     | [ 2 ]                         |
| 2011 | Europei under 23                    | Ostrava  | 1500 m piani | Batteria  | 4'23”80     | [ 3 ]                         |
| 2012 | Europei under 23 di corsa campestre | Budapest | Individuale  | 33ª       | 22'20       | [ 4 ]                         |
| 2012 | Europei under 23 di corsa campestre | Budapest | A squadre    | 6ª        | 125 punti   | [ 4 ]                         |
| 2013 | Europei indoor                      | Göteborg | 1500 m piani | 6ª        | 4’16”83     | [ 5 ]                         |
| 2013 | Giochi del Mediterraneo             | Mersin   | 1500 m piani | 6ª        | 4'10”00     | [ 6 ]                         |
| 2013 | Europei under 23                    | Tampere  | 1500 m piani | 5ª        | 4'11”61     | [ 7 ]                         |
| 2013 | Europei under 23 di corsa campestre | Belgrado | Individuale  | 43ª       | 21'55       | [ 8 ]                         |
| 2013 | Europei under 23 di corsa campestre | Belgrado | A squadre    | 8ª        | 156 punti   | [ 8 ]                         |
| 2014 | Europei                             | Zurigo   | 5000 m piani | 8ª        | 15’38”76    | [ 9 ]                         |
| 2015 | Europei indoor                      | Praga    | 3000 m piani | 7ª        | 8'59”04     | [ 10 ]                        |
| 2017 | Europei indoor                      | Belgrado | 3000 m piani | 7ª        | 8'56"19     | Miglior prestazione personale |

## Campionati nazionali
- 1 volta campionessa assoluta indoor sui 1500 m (2015)
- 2 volte campionessa assoluta indoor dei 3000 m (2014, 2015)
- 2 volte campionessa assoluta dei 5000 m (2013, 2014)
- 1 volta campionessa assoluta sui 1500 m (2013)
- 1 volta campionessa promesse indoor nei 3000 m (2013)
- 2 volte campionessa promesse nei 1500 m (2011, 2013)
- 3 volte campionessa promesse indoor nei 1500 m (2011, 2012, 2013)
- 1 volta campionessa juniores nei 1500 m (2010)
- 1 volta campionessa juniores nei 800 m (2010)
- 1 volta campionessa juniores indoor nei 1500 m (2009)

2008
- 10ª ai Campionati italiani allievi e allieve, (Rieti),
800 m - 2'21”08[11]

2009
- 4ª ai Campionati italiani allievi-juniores-promesse indoor, (Ancona), 800 m - 2'14”78[12]
- Oro ai Campionati italiani allievi-juniores-promesse indoor, (Ancona), 1500 m - 4'33”84[13]
- 10ª ai Campionati italiani assoluti indoor, (Torino), 1500 m - 4'31”62[14]
- Argento ai Campionati italiani juniores e promesse, (Rieti), 800 m - 2'13”59[15]
- Argento ai Campionati italiani juniores e promesse, (Rieti), 1500 m - 4'33”69[16]
- Bronzo ai Campionati italiani assoluti, (Milano), 1500 m - 4'19”20[17]

2010
- Oro ai Campionati italiani juniores e promesse, (Pescara), 800 m - 2'13”73[18]
- Oro ai Campionati italiani juniores e promesse, (Pescara), 1500 m - 4'27”10[19]
- 5ª ai Campionati italiani assoluti, (Grosseto),
1500 - 4'17”81[20]

2011
- Oro ai Campionati italiani allievi-juniores-promesse indoor, (Ancona), 1500 m - 4'26”04[21]
- Bronzo  ai Campionati italiani assoluti indoor, (Ancona), 1500 m - 4'31”15[22]
- Argento ai Campionati italiani juniores e promesse, (Bressanone), 800 m - 2'10”39[23]
- Oro ai Campionati italiani juniores e promesse, (Bressanone), 1500 m - 4'28”39[24]
- Argento ai Campionati italiani assoluti, (Torino), 1500 m - 4'17”14[25]

2012
- Oro ai Campionati italiani assoluti e promesse indoor, (Ancona), 1500 m - 4'20”75[26]
- Bronzo  ai Campionati italiani assoluti e promesse indoor, (Ancona, 3000 m - 9'33”24[26]
- Bronzo  ai Campionati italiani assoluti e promesse indoor, (Ancona), 1500 m 4'20”75[27]
- 8ª ai Campionati italiani assoluti e promesse indoor, (Ancona), 3000 m - 9'33”24[28]
- 4ª ai Campionati italiani assoluti, (Bressanone),
1500 m - 4'20”34[29]

2013
- Oro ai Campionati italiani assoluti e promesse indoor, (Ancona), 1500 m - 4'15”77[30]
- Oro ai Campionati italiani assoluti e promesse indoor, (Ancona), 3000 m - 9'12”51[31]
- Argento ai Campionati italiani assoluti e promesse indoor, (Ancona), 1500 m - 4'15”77[32]
- 4ª ai Campionati italiani assoluti e promesse indoor, (Ancona), 3000 m - 9'12”51[33]
- Argento ai Campionati italiani juniores e promesse, (Rieti), 800 m - 2'09”78[34]
- Oro ai Campionati italiani juniores e promesse, (Rieti), 1500 m - 4'18”76[35]
- Oro ai Campionati italiani assoluti, (Milano),
1500 m - 4'14”26[36]
- Oro ai Campionati italiani assoluti, (Milano),
5000 m - 16'05”39[37]

2014
- Oro ai Campionati italiani assoluti indoor, (Ancona), 3000 m - 9'12”70[38]
- Oro ai Campionati italiani assoluti, (Rovereto), 5000 m - 15'55”98[39]

2015
- Oro ai Campionati italiani assoluti indoor, (Padova), 1500 m - 4'13”20[40]
- Oro ai Campionati italiani assoluti indoor, (Padova), 3000 m - 8'56”23[41]

## Altre competizioni internazionali
2010
- Oro nella Coppa del Mediterraneo juniores, ( Tunisi), 800 m - 2'10”42[42]
- Oro nella Coppa del Mediterraneo juniores, ( Tunisi), 4x400 m - 3'48”25[42]

2014
- Bronzo all’Europeo per nazioni, ( Braunschweig), 5000 m - 15’40”30[43]